# Morschwiller
Morschwiller (Duits: Morschweiler im Unterelsass) is een gemeente in het Franse departement Bas-Rhin (regio Grand Est) en telt 459 inwoners (1999). De plaats maakt deel uit van het arrondissement Haguenau.

## Geografie
De oppervlakte van Morschwiller bedraagt 4,6 km², de bevolkingsdichtheid is 99,8 inwoners per km².
De onderstaande kaart toont de ligging van Morschwiller met de belangrijkste infrastructuur en aangrenzende gemeenten.

## Demografie
Onderstaande figuur toont het verloop van het inwonertal (bron: INSEE-tellingen).